# Зоны свободной торговли в Европе

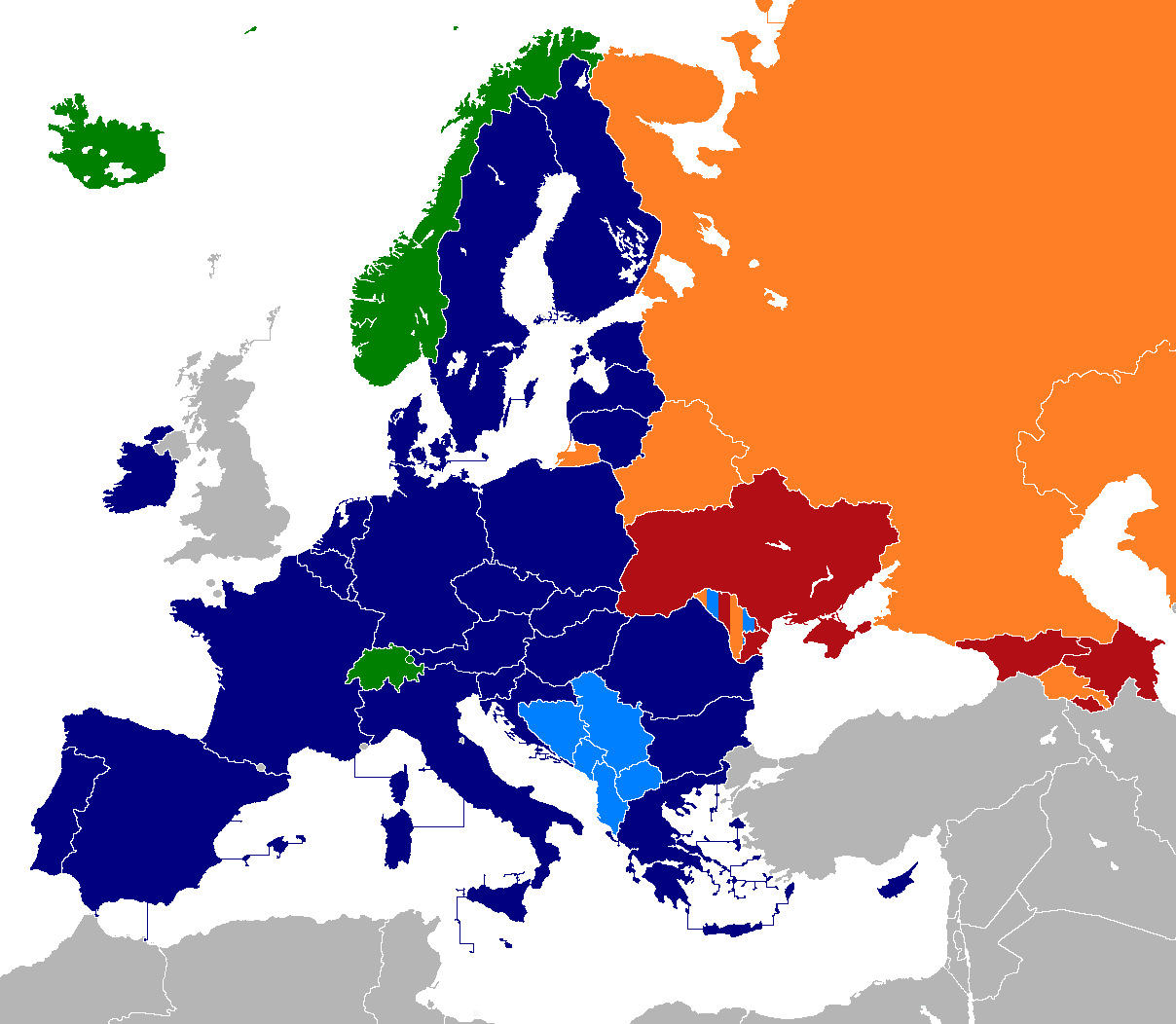
Европейский союз
ЕАСТ
Центрально-европейская ассоциация свободной торговли
Зона свободной торговли СНГ
ГУАМ

Зоны свободной торговли в Европе — особые территории Европы, где предусмотрена так называемая свободная торговля.
По состоянию на 2014 год в Европе существует 4 многосторонних соглашения о зонах свободной торговли, а также Европейский союз (ЕС), который имеет единый рынок. В то же время, существует целый ряд двусторонних соглашений о свободной торговле между отдельными государствами.

## Европейский союз

Единый рынок ЕС и его участники вне ЕС

Таможенный союз ЕС и его участники вне ЕС

Европейский союз и предшествующие организации всегда функционировали как большее, чем зона свободной торговли. Создание таможенного союза стало первоочередной задачей Европейского экономического сообщества после подписания Римского договора и завершилось в 1968 году.

### Внутренний рынок
Единый рынок ЕС создан 1 января 1993 года и стремится гарантировать свободное движение товаров, капитала, услуг и людей («четыре свободы»).
ЕС даёт доступ к своему внутреннему рынку трём членам ЕАСТ в рамках Соглашения о EEA и Швейцарии согласно двусторонним соглашениям.

### Таможенный союз
Свободная торговля осуществляется в рамках Европейского таможенного союза, включающего, помимо государств-членов Европейского союза (включая их территории вне ЕС такие как Акротири и Декелия, Гернси, остров Мэн и Джерси), также Турцию и три европейских карликовых государства: Сан-Марино, Монако и Андорру. Таможенные сборы не взимаются на грузы в рамках таможенного союза. Члены таможенного союза используют общие внешние тарифы на все товары, ввозимые в союз. Европейский Союз должен вести переговоры как единое целое в международных торговых сделках и организациях, таких как Всемирная торговая организация.

## ЦЕАСТ
| EFTA в настоящий момент EFTA ранее, сейчас в ЕС | CEFTA в настоящий момент CEFTA ранее, сейчас в ЕС | BAFTA ранее, сейчас в ЕС |

После распада СЭВ два соглашения о свободной торговле были приняты в Восточной Европе: Балтийская зона свободной торговли (BAFTA) и Центрально-европейская ассоциация свободной торговли (ЦЕАСТ). К 2004 году все первоначальные члены вышли из этих соглашений и вступили в ЕС.
Все новые страны-члены ЦЕАСТ, рассматриваются в качестве кандидатов в члены ЕС. Тем не менее ЦЕАСТ может получить новых членов в виде стран к востоку от текущего ЕС.

## ЕАСТ
Европейская ассоциация свободной торговли (EFTA) была создана в 1960 году как альтернатива Европейским сообществам, но большинство её членов с тех пор вступило в сообщества или ЕС. К 1995 году в ассоциации осталось только четыре страны: (Исландия, Норвегия, Швейцария и Лихтенштейн).

## Зона свободной торговли СНГ

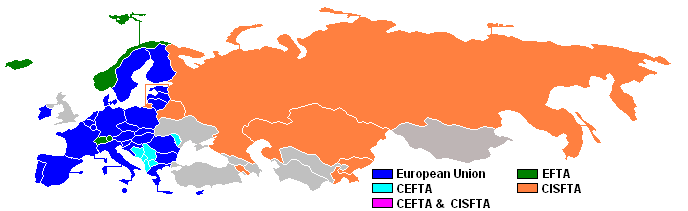
Зоны свободной торговли в Европе и Центральной Азии.

Переговоры стран СНГ о формировании зоны свободной торговли велись с 1994 по 2011 год. Она функционирует с 2012 года в составе Армении, Белоруссии, Казахстана, Киргизии, Молдавии, России, Таджикистана, Узбекистана и Украины. При этом Молдавия одновременно входит в ЦЕАСТ.
Для углубления экономической интеграции были сформированы также Таможенный союз ЕврАзЭС и Единое экономическое пространство, на базе которых создан Евразийский экономический союз.

## Бывшие

### БАЗСТ
В Балтийской зоне свободной торговли участвовали Эстония, Латвия и Литва. Она существовала в период между 1994 и 2004 годами.
БАЗСТ была создана с целью оказания помощи в подготовке стран к их вступлению в Европейский Союз. БАЗСТ была создана по инициативе ЕС, чтобы дать странам доступ к западноевропейским рынкам.
БАЗСТ было подписано тремя государствами 13 сентября 1993 года и вступило в силу 1 апреля 1994 года. С 1 января 1997 года соглашение было расширено, чтобы охватить торговлю сельскохозяйственными и производственными товарами. С 1 мая 2004 года все три государства присоединились к Европейскому Союзу и БАЗСТ прекратила своё существование.